# او جونگ-آئه
او جونگ-آئه (오정애؛ زادهٔ ۱۷ ژانویهٔ ۱۹۸۴) وزنه‌بردار زن اهل کره شمالی است.